# キャサリン・アサロ
キャサリン・アサロ（Catherine Asaro, 1955年11月6日 - ）は、アメリカのSF作家、科学者。カリフォルニア州生まれ。
核化学者フランク・アサロの娘として生まれ、UCLA（カリフォルニア大学ロサンゼルス校）にて化学を専攻、ハーバード大学で化学物理学博士号と物理学修士号を取得、トロント大学、マックス・プランク協会の天体物理学研究所を経て、現在は自らが設立した民間の研究所モレキュタイン・リサーチを経営している。SF作家としては1995年に「スコーリア戦史」の一作目にあたるデビュー作『飛翔せよ、閃光の虚空へ』で人気を獲得し、現在もスコーリア戦史シリーズをはじめとする執筆活動を続けている。

## 作品リスト
- 「スコーリア戦史」シリーズ
  - 飛翔せよ、閃光の虚空へ（Primary Inversion）
  - 稲妻よ、聖なる星をめざせ（Catch the Lightning）
  - 制覇せよ、光輝の海を（The Radiant Seas）
  - 目覚めよ、女王戦士の翼（The Last Hawk）
  - 四声のオーロラ (Aurora in four voices):SFマガジン1999年12月号 中原尚哉訳